# Lucio Lucrecio Flavo Tricipitino
Lucio Lucrecio Flavo Tricipitino (en latín, Lucius Lucretius Flavus Tricipitinus) fue un cónsul romano en el año 393 a. C. con Servio Sulpicio Camerino, año en que conquistó a los ecuos. 

## Carrera política
Fue tribuno consular en 391 a. C., cuando obtuvo una victoria sobre los volsinienses. Ocupó el mismo cargo por segunda vez en 388 a. C., una tercera vez en 383 a. C. y una cuarta vez en 381 a. C.
Plutarco  representa a Lucio Lucrecio como el senador que por lo general se le pregunta en primer lugar para dar su opinión, probablemente porque fue uno de los pocos que había alcanzado el rango de cónsul en su época.